# Travailleur arabe
Travailleur arabe was het maandelijks infoblad van de Arabische sectie van het ACV. Het verscheen sinds 1973 met financiële ondersteuning van de vakbeweging en wou de vakbondsleden informeren, representeren en mobiliseren. Inhoudelijk kwamen klassieke vakbondsthema’s als flexibiliteit, armoede en sociale zekerheid aan bod, maar ook politieke thema’s uit het Midden-Oosten. Hoewel de titel anders doet vermoeden, was het tijdschrift volledig opgesteld in het Modern Standaardarabisch.

## Geschiedenis
De eerste aanzet tot het uitbrengen van een eigen publicatie werd in de jaren 1960 gegeven door een aantal Marokkaanse militanten onder aansturing van Nouri Lekhbir. Lekhbir had een uitgesproken links gedachtegoed en was eveneens een aanhanger van het panarabisme. Door middel van een eigen tijdschrift kon hij zijn opvattingen verspreiden en delen met een breder publiek.
Het ACV, waar Lekhbir werkzaam was, bood de nodige financiële en technische ondersteuning, waardoor het tijdschrift vanaf 1973 een regelmatige verschijningsvorm en een vaste lay-out kreeg. Dit lag in lijn met de publicaties van andere secties binnen het ACV, maar inhoudelijk had hoofdredacteur Lekhbir vrij spel wegens de taalbarrière. Daardoor was er niet alleen aandacht voor alle nieuws over de arbeidersbeweging in België, zoals de strijd tegen armoede en de sociale stratificatie van de arbeidsmigranten, maar werden er ook thema’s aangesneden over de buitenlandse politiek. De Arabische militanten binnen het ACV hadden een uitgesproken activistische en ideologische achtergrond en kozen actief partij bij buitenlandse conflicten: ze voerden oppositie tegen het regime van Hassan II van Marokko, steunden het Arabisch socialisme van Nasser en al-Qadhafi, kwamen op voor de Palestijnse staat en waren gekant tegen de kapitalistische invloed van de Golfstaten.
Het ACV trachtte verschillende keren in te grijpen in de overdaad aan politieke artikels, maar ondervond moeilijkheden wegens de relatieve autonomie van de redactie en het gebruik van het Arabisch. Het conflict escaleerde en leidde uiteindelijk in 1982 tot het terugschroeven van de financiering door de koepelorganisatie. In dezelfde periode daalde voor het eerst het ledenaantal van de Marokkaanse en Turkse arbeiders bij het ACV, wat maakte dat het tijdschrift minder verspreid en gelezen werd. Wanneer ook Nouri Lekhbir het ACV verliet, verloor het tijdschrift snel zijn relevantie. In 1989 werd de publicatie van het tijdschrift uiteindelijk gestaakt.

## Oplage
Op het einde van de jaren 1970 lag de oplage van het tijdschrift rond de 30.000 exemplaren: het haalde die cijfers aangezien het gratis werd verstuurd naar alle leden van het ACV met een Arabische achtergrond.